# Novello Novelli
Pour les articles homonymes, voir Novelli.
Novellantonio Novelli, dit Novello Novelli, né à Poggibonsi le 2 mars 1930 et mort dans la même ville le 10 janvier 2018, est un acteur de genre italien.

## Biographie
Novello Novelli est né à Poggibonsi près de Sienne. Ancien footballeur et arpenteur, il est à l'origine le gérant du groupe de cabaret « I Giancattivi », composé de Francesco Nuti, Athina Cenci et Alessandro Benvenuti,.
En 1981, il fait ses débuts dans le film des Giancattivi Ad ovest di Paperino, puis, après la dissolution du groupe, il reste associé à Francesco Nuti, en faisant une apparition dans presque tous ses films,.
Il a travaillé avec Alessandro Benvenuti dans Benvenuti in casa Gori et sa suite, Ritorno a casa Gori,.
Novello Novelli est mort à Poggibonsi le 10 janvier 2018, à l'âge de 87 ans.

## Filmographie partielle

### Cinéma
- 1981 : Ad ovest di Paperino d'Alessandro Benvenuti
- 1983 : Io, Chiara e lo Scuro de Maurizio Ponzi
- 1983 : Son contento de Maurizio Ponzi
- 1985 : Casablanca, Casablanca de Francesco Nuti

1986 Willy signori,e vengo da lontano
- 1988 : Delitti e profumi de Vittorio De Sisti
- 1994 : Cari fottutissimi amici de Mario Monicelli
- 1997 : Gli inaffidabili de Jerry Calà

### Télévision
- Cuore in gola - film TV (1988)
- L'ombra della sera - film TV (1994)
- Questa casa non è un albergo - série TV (2000)
- Giornalisti - série TV (2000)
- Non ho l'età - film TV (2001)
- Non ho l'età 2 - film TV (2002)
- Ma il portiere non c'è mai? - mini série TV (2002)
- Don Matteo - série TV, 1 épisode (2002)
- I Cesaroni - série TV, 2 épisodes (2006)